# Jiří Eliáš
Jiří Eliáš (22. srpna 1908 Ostrava – 16. května 1960 Praha), byl český klavírista a hudební skladatel.

## Život
Jiří Eliáš byl synem obrozeneckého spisovatele Rudolfa Eliáše. Vystudoval reálku v Ostravě a pokračoval na technice a na přírodovědecké fakultě Univerzity Jana Evangelisty Purkyně v Brně. Od roku 1930 studoval na Karlově univerzitě v Praze hudební vědu a estetiku. Souběžně se věnoval hře na klavír. Jeho učiteli byli v Brně Ludvík Kundera a v Praze Vilém Kurz. Skladbu studoval v Ostravě u Františka Hradila.
Stal se úspěšným koncertním klavíristou, účinkoval nejen v českých zemích, ale i v zahraničí. Do 2. světové války často i pohostinsky dirigoval symfonické orchestry. Založil, a v letech 1936–1939 i řídil, Hořovický dětský sbor, který se stal velmi známým zejména díky mnoha rozhlasovým a gramofonovým nahrávkám. Uplatnil se i ve filmu, většinou v menších rolích klavíristů.
Vzpomínku na jeho působení jako klavíristy ve vinárně na Slovanském ostrově v první polovině 50. let zařadil do úvodu své knižní prvotiny Jiří Černý.

## Dílo (výběr)

### Scénické dílo
- Zpívající vězňové (1929)
- Papírový milenec (1929)
- Se srdcem divno hrát (podle Alfreda de Musseta –1940)
- Komedie s kornoutu (podle Johanna Nepomuka Nestroye – 1944)
- Tančící střevíčky (1940)

### Orchestrální hudba
- Hodonská balada pro tenor, smíšený sbor a orchestr (1923)
- Tonio Kröger, symfonický melodram (podle Thomase Manna – 1937)
- Nedej zahynouti, kantáta (1938)
- Šarišská rapsódie pro klavír a orchestr (1951)

### Písně
- Rudé květy, cyklus písní pro vyšší hlas a klavír (1931)
- Osm národních písní pro zpěv a klavír (1939)
- Lidové písně moravské pro zpěv a klavír (1939)

### Klavírní skladby
- Slezská suita (1926)
- Tři slezské tance (1929)

Řada drobnějších klavírních skladeb zůstala v rukopise.